# Filipe Miguez
Filipe Miguez é um autor brasileiro de telenovelas.   Miguez foi colaborador de várias novelas da Rede Globo. Em 2012, assinou a sua primeira novela como autor principal "Cheias de Charme", em parceria com Izabel de Oliveira. Já em 2014, escreveu a sua segunda novela "Geração Brasil", repetindo a parceria com Izabel.

## Biografia
Filipe Miguez iniciou sua carreira sendo colaborador de Malhação 1996 e Malhação 1997. Em seguida colaborou com Alcides Nogueira em O Amor Está no Ar, com Aguinaldo Silva em Suave Veneno e Gilberto Braga e Alcides Nogueira em Força de um Desejo. Em 2001 colabora com Aguinaldo Silva em Porto dos Milagres, em 2003 com Ricardo Linhares em Agora É Que São Elas e em 2004 novamente com Aguinaldo Silva em Senhora do Destino. Em 2005 colabora com Mário Prata em Bang Bang, em 2006 com Carlos Lombardi em Pé na Jaca e em 2007 colabora novamente com Aguinaldo Silva em Duas Caras.
Em 2012, fez sua primeira novela como autor principal, Cheias de Charme, no horário das 19 horas na Rede Globo, em sua primeira parceria com Izabel de Oliveira como autores principais.
Em 2014, retorna ao horário das 19 horas novamente com Izabel de Oliveira, em Geração Brasil. Em 2016, apresenta a sinopse de uma minissérie sobre a imprensa carioca dos anos 1950 e os primórdios do automobilismo brasileiro e, junto com Selton Mello, uma adaptação do conto O Alienista.

## Trabalhos na televisão
| Ano  | Trabalho             | Emissora   | Escalação       | Parceiros Titulares                | Ref    |
| ---- | -------------------- | ---------- | --------------- | ---------------------------------- | ------ |
| 1996 | Malhação 1996        | Rede Globo | Colaborador     | Emanuel Jacobina Andréa Maltarolli | [ 5 ]  |
| 1997 | Malhação 1997        | Rede Globo | Colaborador     | Emanuel Jacobina Andréa Maltarolli | [ 6 ]  |
| 1997 | O Amor Está no Ar    | Rede Globo | Colaborador     | Alcides Nogueira                   | [ 7 ]  |
| 1999 | Suave Veneno         | Rede Globo | Colaborador     | Aguinaldo Silva                    | [ 8 ]  |
| 1999 | Força de um Desejo   | Rede Globo | Colaborador     | Gilberto Braga e Alcides Nogueira  | [ 9 ]  |
| 2001 | Porto dos Milagres   | Rede Globo | Colaborador     | Aguinaldo Silva e Ricardo Linhares | [ 10 ] |
| 2003 | Agora É Que São Elas | Rede Globo | Colaborador     | Ricardo Linhares                   | [ 11 ] |
| 2004 | Senhora do Destino   | Rede Globo | Colaborador     | Aguinaldo Silva                    | [ 12 ] |
| 2005 | Bang Bang            | Rede Globo | Colaborador     | Mário Prata                        | [ 13 ] |
| 2006 | Pé na Jaca           | Rede Globo | Colaborador     | Carlos Lombardi                    | [ 14 ] |
| 2007 | Duas Caras           | Rede Globo | Colaborador     | Aguinaldo Silva                    | [ 15 ] |
| 2012 | Cheias de Charme     | Rede Globo | Autor principal | Izabel de Oliveira                 | [ 16 ] |
| 2014 | Geração Brasil       | Rede Globo | Autor principal | Izabel de Oliveira                 | [ 2 ]  |